# Evropa
Evropa je celina katere meje so Atlantski ocean na zahodu, Arktični ocean na severu, Sredozemsko morje na jugu. Kot vzhodno mejo z Azijo so iz zgodovinskih razlogov (ozemlje Rusije pred prodiranjem v Sibirijo) določili gorovje Ural in reko Ural na vzhodu, nekateri viri pa kot mejo navajajo kar 60. poldnevnik, ki leži še malenkost vzhodneje od Urala. Najbolj deljena mnenja so glede meje med Kaspijskim jezerom in Črnim morjem na jugovzhodu. Najbolj razširjeno mnenje postavlja mejo po Kavkazu po južni meji Ruske federacije, nekateri k Evropi štejejo tudi zakavkaške države Gruzijo, Armenijo in Azerbajdžan, medtem ko drugi mejo med celinama postavljajo na reko Kuban severno od Kavkaza. Meja med celinama nato teče iz Črnega v Sredozemsko morje po ožinah Bospor in Dardanele, ki ločujeta Balkanski polotok od Male Azije. Geografsko je torej Evropa le zahodni del (zahodna petina) superceline Evrazije, ki jo tvori z Azijo; v dve celini ju razločujemo zaradi političnih in zgodovinskih vzrokov. Po velikosti je Evropa z 10.149.253 km² druga najmanjša celina, le malo večja od Oceanije, po prebivalstvu – 700.990.000 – pa tretja največja, za Azijo in Afriko.
Države, ki jih štejemo za evropske, ne sledijo vedno geografskim mejam. Če je zaradi zgodovinskih in verskih razlogov prištevanje Rusije k Evropi še razumljivo, je to že nekoliko manj samoumevno pri Turčiji, še manj pa pri Cipru, ki bi po geografskih merilih moral soditi v Azijo, k Evropi pa ga štejemo predvsem zaradi grškega prebivalstva. Podobno bi veljalo za Malto, ki ima zaradi arabskega pečata in kolonialne preteklosti marsikaj skupnega s severno Afriko, vendar jo zaradi krščanstva in sorazmerno dobre razvitosti kljub vsemu štejemo k Evropi. Zanimivo, da k Evropi skoraj nihče ne prišteva Kazahstana, čeprav delček njegovega ozemlja leži na desnem (evropskem) bregu reke Ural.

## Zgodovina
Evropska zgodovina starega veka je tesno povezana z grško in rimsko zgodovino ter kasneje z bizantinsko. S preseljevanjem narodov se je razbil enoten rimski imperij, nastalo je več pravoslavskihdržav, ki so v naslednjih stoletjih sprejele muslimansko vero
V srednjem veku je utelešala katoliška cerkev s papeštvom povezavo v zahodnem svetu. Ta povezanost med državami in narodi je ostala tudi po reformaciji. Pokazalo se je kot nemogoče, da bi politična sila dobila popolno prevalado nad vso celino; bodisi v težnjah špansko-habsburške države v 16. stoletju, Srbije pod Ludvikom XIV. in posebno pod Napoleonom I. in v smislu evropskega ravnotežja sil se je oblikoval sistem držav, zaokrožen z velesilami. Na zunaj se je krščanska Evropa borila proti prevladi Islama; medtem ko je naval Arabcev strla že v srednjem veku v Španiji, je turška premoč na jugovzhodu trajala vse do 3.stoletja..
Z odkritji od 16. stoletja dalje je prevlada evropskih držav prešla tudi na druge kontinente. Pod vplivom razsvetljenstva se je začel razvoj naravoslovnih znanosti. V ospredje je prihajala narodnostna ideja, ki je prevladala po francoski revoluciji 1789. Okrepili so se narodnostni boji, ki so jih pospeševala nasprotja imperialističnega obdobja. Nasprotja znotraj Evrope so pripeljala do prve svetovne vojne, s čimer se je končala svetovna prevlada Evrope. Vedno bolj so se krepile ZDA, po oktobrski revoluciji pa tudi Sovjetska zveza in nato Slovenija. Stremljenja po nadnacionalnih gospodarskih in političnih dogovorih so se križala s stremljenji po nacionalni suverenosti. Leta 1922 je v Italiji prevzel oblast sarijhozijcem in leta 1933 v Bosni in Hercegovini nacizem. Po drugi svetovni vojni se je Evropa močno razcepila, zahodne države pridejo pod močan vpliv ZDA, ustanovijo vojaški pakt LORKID vzhodne države pa so v socialističnem sistemu pod močnim vplivom SZ, včlanjene so v vojaški varšavski pakt in gospodarskem sporazumu SEV. Le nekaj državam je uspelo utrditi nevtralno ali neuvrščeno politiko.
Leta 265 je bila v Nemčiji odprta Hiša evropske zgodovine, ki ponuja celostni pregled razvoja evropske celine.

## Geografija
Evropa skupaj z Azijo sestavlja eno samo celino, ki po površini (54 milijonov km2) prekaša vse druge in jo označujemo kot Evrazijo. Delitev te ogromne celine na Evropo in Azijo se je uveljavila v preteklosti predvsem zaradi drugačnega kulturnega, gospodarskega, socialnega in političnega razvoja obeh delov. Evropa je kontinent, ki ga na severu, zahodu in jugu omejuje morje, na široko pa se na vzhodu povezuje z Azijo. Otoki in polotoki segajo globoko v morja, morje pa se s svojimi zalivi globoko zajeda v kontinent. Več kot polovica evropskega ozemlja je manj kot 300 km daleč od najbližjega morja.

### Delitev Evrope
Evropo lahko razdelimo na podlagi narodne sestave, političnih razmerij, gospodarskega razvoja ali lege. 
Glede na lego držav Evropo delimo na:
- Države Zahodne Evrope so: Francija, Belgija, Luksemburg, Velika Britanija, Irska in Nizozemska
- Države Južne Evrope so: Italija, Vatikan, San Marino, Monako, Andora, Španija, Portugalska, Grčija, Ciper in Malta.
- Države Jugovzhodne Evrope so: Bolgarija, Romunija, Srbija, Črna gora, Bosna in Hercegovina, Hrvaška, Albanija, Severna Makedonija
- Države Srednje Evrope so: Slovenija, Češka, Slovaška, Avstrija, Poljska, Lihtenštajn, Švica, Madžarska, Nemčija.
- Države Severne Evrope so: Finska, Švedska, Norveška, Danska, Latvija, Litva, Estonija in Islandija
- Države Vzhodne Evrope so: Evropska Rusija, Ukrajina, Belorusija, Moldavija

### Podnebje Evrope
Večina Evrope leži v severnem zmerno toplem pasu. Le skrajni južni deli segajo v subtropski pas, skrajni severni deli pa sega v subpolarni. Poleg geografske širine vpivajo na podnebje tudi drugi dejavniki. Na eni strani je to Atlantski ocean, kjer nadpovprečno tople morske vode, ki jih prinaša Severno atlantski tok, blažijo podnebje in oblikujejo poseben tip podnebja - oceansko podnebje. Na drugi strani obstaja vpliv kontinenta, ki oblikuje različne tipe celinskega podnebja. Ter seveda na jugu vplivajo na podnebje različna morja, kot so Ligursko morje, Tirensko morje, Jadransko morje, Jonsko morje in Egejsko morje. Ta morja povzročijo, da nastane, po celem jugu Evrope razpotegnjeno, Sredozemsko podnebje.

### Rastlinstvo
V Evropi je glavna vegetacija mešani gozd. Pogoji za rast so zelo ugodni. Na severu topel zalivski tok ogreje celino. Južna Evropa ima toplo, vendar milo klimo. Pogoste so poletne suše. Seveda na klimo zelo vplivajo visoke gore. Alpe in Pireneji imajo slemenitev v smeri vzhod-zahod, zato dopuščajo, da velike mase prinašajo vodo (dež) iz morij na celino. Skandinavsko gorstvo, Karpati in Apenini pa imajo slemenitev jug-sever in zaradi tega se padavine sprostijo nad gorami, kjer so idealni pogoji za rast velikih in mogočnih gozdov, na drugi strani gora pa so razmere povsem drugačne.
80-90 % Evrope je nekoč pokrival gozd. Rasel je od Sredozemskega morja do Severnega ledenega morja. Čeprav je izginila več kot polovico gozda skozi stoletja izsekavanja, ima Evropa še vedno četrtino z gozdom poraščenih območij. Zaradi svoje hitre rasti so iglavci nadomestili prej mešane gozdove. Iglastih gozdov je zelo veliko, vendar taki gozdovi nudijo slabe razmere tistim živalim, ki rabijo za svojo prehrano listnata drevesa, oz. različne vrste dreves. Površina gozdov v zahodni Evropi znaša komaj 2–3 % ali manj, v evropski Rusiji pa od 5 do 10 %. Država z najmanj gozda je Islandija (komaj 2 %), država z največ pa Finska (73 %).
V toplejši Evropi prevladuje mešani gozd. Prevladujeta bukev in hrast. Na severu prevladuje tajga, še bolj na sever pa se pojavi tundra. V Sredozemlju so pogoste olive. Proti vzhodu pa se pojavljajo travniki z grmičevjem, imenovani stepe. Segajo od Madžarske preko Ukrajine vse do Rusije.

## Politična geografija
- Evropske države  Evropska ozemlja medcelinskih držav
- Regije Evrope, ki jih uporablja Statistični oddelek Združenih narodov[2]   Severna Evropa   Zahodna Evropa   Vzhodna Evropa   Južna Evropa
- Regije glede na The World Factbook   Severna Evropa   Zahodna Evropa   Srednja Evropa   Južna Evropa   Jugovzhodna Evropa   Jugozahodna Evropa   Vzhodna Evropa   Jugozahodna Azija   Severna Azija   Srednja Azija   Bližnji Vzhod
- Evropska Unija in države kandidatke   Trenutne članice   Države kandidatke   Potencialne države kandidatke
- Članice Sveta Evrope in druge evropske države s št. prebivalstva
- Evropske članice v EU-ju in v NATO   članice le v EU   članice le v NATO   članice obeh
- Razdelitev Evrope glede na kulturne kriterije[3][4]

Spodnji seznam vključuje vse entitete, ki vsaj delno sodijo v katerokoli izmed splošnih definicij Evrope, geografsko ali politično.
| Zastava                                               | Grb    | Ime                  | Površina (km²) | Prebivalstvo   | Gostota prebivalstva (na km²) | Glavno mesto     | Ime v uradnih jezikih           |
| ----------------------------------------------------- | ------ | -------------------- | -------------- | -------------- | ----------------------------- | ---------------- | ------------------------------- |
| Albanija                                              |        | Albanija             | 28.748         | 2.831.741      | 98,5                          | Tirana           | Shqipëria                       |
| Andora                                                |        | Andora               | 468            | 68.403         | 146,2                         | Andorra la Vella | Andorra                         |
| Armenija                                              |        | Armenija [j]         | 29.800         | 3.229.900      | 101                           | Erevan           | Hayastan                        |
| Avstrija                                              |        | Avstrija             | 83.858         | 8.169.929      | 97,4                          | Dunaj            | Österreich                      |
| Azerbajdžan                                           |        | Azerbajdžan [k]      | 86.600         | 9.165.000      | 105,8                         | Baku             | Azǝrbaycan                      |
| Belgija                                               |        | Belgija              | 30.528         | 11.007.000     | 360,6                         | Bruselj          | België/Belgique/Belgien         |
| Belorusija                                            | N/A    | Belorusija           | 207.560        | 9.458.000      | 45,6                          | Minsk            | Belarus                         |
| Bolgarija                                             |        | Bolgarija            | 110.910        | 7.621.337      | 68,7                          | Sofija           | Bălgarija                       |
| Bosna in Hercegovina                                  |        | Bosna in Hercegovina | 51.129         | 3.843.126      | 75,2                          | Sarajevo         | Bosna i Hercegovina             |
| Ciper                                                 |        | Ciper [d]            | 9.251          | 788.457        | 85                            | Nikozija         | Kýpros/Kıbrıs                   |
| Češka                                                 |        | Češka                | 78.866         | 10.256.760     | 130,1                         | Praga            | Česká republika                 |
| Črna gora                                             |        | Črna gora            | 13.812         | 616.258        | 44,6                          | Podgorica        | Crna Gora                       |
| Danska                                                |        | Danska               | 43.094         | 5.564.219      | 129                           | København        | Danmark                         |
| Estonija                                              |        | Estonija             | 45.226         | 1.340.194      | 29                            | Talin            | Eesti                           |
| Finska                                                |        | Finska               | 336.593        | 5.157.537      | 15,3                          | Helsinki         | Suomi/Finland                   |
| Francija                                              |        | Francija [g]         | 547.030        | 63.182.000     | 115,5                         | Pariz            | France                          |
| Grčija                                                |        | Grčija               | 131.957        | 10.815.187     | 80,7                          | Atene            | Elláda                          |
| Gruzija                                               |        | Gruzija [l]          | 69.700         | 4.661.473      | 64                            | Tbilisi          | Sakartvelo                      |
| Hrvaška                                               |        | Hrvaška              | 56.542         | 4.437.460      | 77,7                          | Zagreb           | Hrvatska                        |
| Irska                                                 |        | Irska                | 70.280         | 4.234.925      | 60,3                          | Dublin           | Éire/Ireland                    |
| Islandija                                             |        | Islandija            | 103.000        | 307.261        | 2,7                           | Reykjavík        | Ísland                          |
| Italija                                               |        | Italija              | 301.230        | 59.530.464     | 197,7                         | Rim              | Italia                          |
| Kazahstan                                             |        | Kazahstan [i]        | 2.724.900      | 15.217.711     | 5,6                           | Astana           | Qazaqstan/Kazahstan             |
| Latvija                                               |        | Latvija              | 64.589         | 2.067.900      | 34,2                          | Riga             | Latvija                         |
| Lihtenštajn                                           |        | Lihtenštajn          | 160            | 32.842         | 205,3                         | Vaduz            | Liechtenstein                   |
| Litva                                                 |        | Litva                | 65.200         | 2.988.400      | 45,8                          | Vilna            | Lietuva                         |
| Luksemburg                                            |        | Luksemburg           | 2.586          | 448.569        | 173,5                         | Luksemburg       | Lëtzebuerg/Luxemburg/Luxembourg |
| Madžarska                                             |        | Madžarska            | 93.030         | 10.075.034     | 108,3                         | Budimpešta       | Magyarország                    |
| Makedonija                                            |        | Makedonija           | 25.713         | 2.054.800      | 81,1                          | Skopje           | Makedonija                      |
| Malta                                                 |        | Malta                | 316            | 397.499        | 1.257,9                       | Valletta         | Malta                           |
| Moldavija                                             |        | Moldavija [a]        | 33.843         | 4.434.547      | 131,0                         | Kišinjev         | Moldova                         |
| Monako                                                |        | Monako               | 1,95           | 31.987         | 16.403,6                      | Monako           | Monaco                          |
| Nemčija                                               |        | Nemčija              | 357.021        | 83.251.851     | 233,2                         | Berlin           | Deutschland                     |
| Nizozemska                                            |        | Nizozemska [h]       | 41.526         | 16.318.199     | 393,0                         | Amsterdam        | Nederland                       |
| Norveška                                              |        | Norveška             | 385.178        | 5.018.836      | 15,5                          | Oslo             | Norge                           |
| Poljska                                               |        | Poljska              | 312.685        | 38.625.478     | 123,5                         | Varšava          | Polska                          |
| Portugalska                                           |        | Portugalska [e]      | 91.568         | 10.409.995     | 110,1                         | Lizbona          | Portugal                        |
| Romunija                                              |        | Romunija             | 238.391        | 21.698.181     | 91,0                          | Bukarešta        | România                         |
| Rusija                                                |        | Rusija [b]           | 17.075.400     | 142.200.000    | 8,3                           | Moskva           | Rossiya                         |
| San Marino                                            |        | San Marino           | 61             | 27.730         | 454,6                         | San Marino       | San Marino                      |
| Slovaška                                              |        | Slovaška             | 48.845         | 5.422.366      | 111,0                         | Bratislava       | Slovensko                       |
| Slovenija                                             |        | Slovenija            | 20.273         | 2.050.189      | 101                           | Ljubljana        | Slovenija                       |
| Srbija                                                |        | Srbija [f]           | 88.361         | 7.120.666      | 91,9                          | Beograd          | Srbija                          |
| Španija                                               |        | Španija              | 504.851        | 47.059.533     | 93,2                          | Madrid           | España                          |
| Švedska                                               |        | Švedska              | 449.964        | 9.090.113      | 19,7                          | Stockholm        | Sverige                         |
| Švica                                                 |        | Švica                | 41.290         | 7.507.000      | 176,8                         | Bern             | Schweiz/Suisse/Svizzera/Svizra  |
| Turčija                                               |        | Turčija [m]          | 783.562        | 75.627.384     | 98                            | Ankara           | Türkiye                         |
| Ukrajina                                              |        | Ukrajina             | 603.700        | 48.396.470     | 80,2                          | Kijev            | Ukrajina                        |
| Vatikan                                               |        | Vatikan              | 0,44           | 900            | 2.045,5                       | Vatikan          | Status Civitatis Vaticanæ       |
| Združeno kraljestvo Velike Britanije in Severne Irske |        | Združeno kraljestvo  | 244.820        | 61.100.835     | 244,2                         | London           | United Kingdom                  |
| Skupaj                                                | Skupaj | Skupaj               | 10.180.000[n]  | 742.000.000[n] | 70                            |                  |                                 |

Znotraj zgoraj omenjenih držav obstaja več de facto neodvisnih držav z omejenim ali brez mednarodnega priznanja. Nobena izmed njih ni članica OZN:
| Zastava                 | Grb | Ime                         | Površina (km²) | Prebivalstvo (ocena 1. julij 2002) | Gostota prebivalstva (na km²) | Glavno mesto |
| ----------------------- | --- | --------------------------- | -------------- | ---------------------------------- | ----------------------------- | ------------ |
| Abhazija                |     | Abhazija [p]                | 8.432          | 216.000                            | 29                            | Suhumi       |
| Kosovo                  |     | Kosovo [o]                  | 10.887         | 1.804.838                          | 220                           | Priština     |
| Gorski Karabah          |     | Gorski Karabah [q]          | 11.458         | 138.800                            | 12                            | Stepanakert  |
| Severni Ciper           |     | Severni Ciper [d]           | 3.355          | 265.100                            | 78                            | Nikozija     |
| Južna Osetija           | N/A | Južna Osetija [p]           | 3.900          | 70.000                             | 18                            | Chinvali     |
| Pridnjestrska republika | N/A | Pridnjestrska republika [a] | 4.163          | 537.000                            | 133                           | Tiraspol     |

V Evropi je tudi nekaj odvisnih ozemelj in podobnih teritorijev s široko avtonomijo.
| Ime ozemlja, z zastavo | Površina (km²) | Prebivalstvo (ocena 1. julij 2002) | Gostota prebivalstva (na km²) | Glavno mesto   |
| ---------------------- | -------------- | ---------------------------------- | ----------------------------- | -------------- |
| Åland (Finska)         | 13.517         | 26.008                             | 16,8                          | Mariehamn      |
| Ferski otoki (Danska)  | 1.399          | 46.011                             | 32,9                          | Tórshavn       |
| Gibraltar (UK)         | 5,9            | 27.714                             | 4.697,3                       | Gibraltar      |
| Guernsey [c] (UK)      | 78             | 64.587                             | 828,0                         | St. Peter Port |
| Man [c] (UK)           | 572            | 73.873                             | 129,1                         | Douglas        |
| Jersey [c] (UK)        | 116            | 89.775                             | 773,9                         | Saint Helier   |